# Kabupaten de Tambrauw
Le kabupaten de Tambrauw (en indonésien : Kabupaten Tambrauw), est une subdivision administrative de la province de Papouasie du Sud-Ouest en Indonésie. Son chef-lieu est Fef.

## Géographie
Le kabupaten s'étend sur 11 529,18 km2 dans le nord de la province, sur la péninsule de Doberai et est bordé par l'océan Pacifique. Il comprend 29 districts et 216 villages.

## Histoire
Le kabupaten est créé le 26 novembre 2008 au sein de la province de Papouasie occidentale par détachement d'une partie des kabupaten de Manokwari et Sorong et couvre alors 5 179,65 km2. En 2013, son territoire est étendu en intégrant les districts d'Amberbaken, Kebar, Mubarni/Arfu et Senopi, détachés du kabupaten de Manokwari, et le district de Moraid, détaché du kabupaten de Sorong.
Il fait partie de la province de Papouasie du Sud-Ouest depuis la création de celle-ci le 9 décembre 2022.

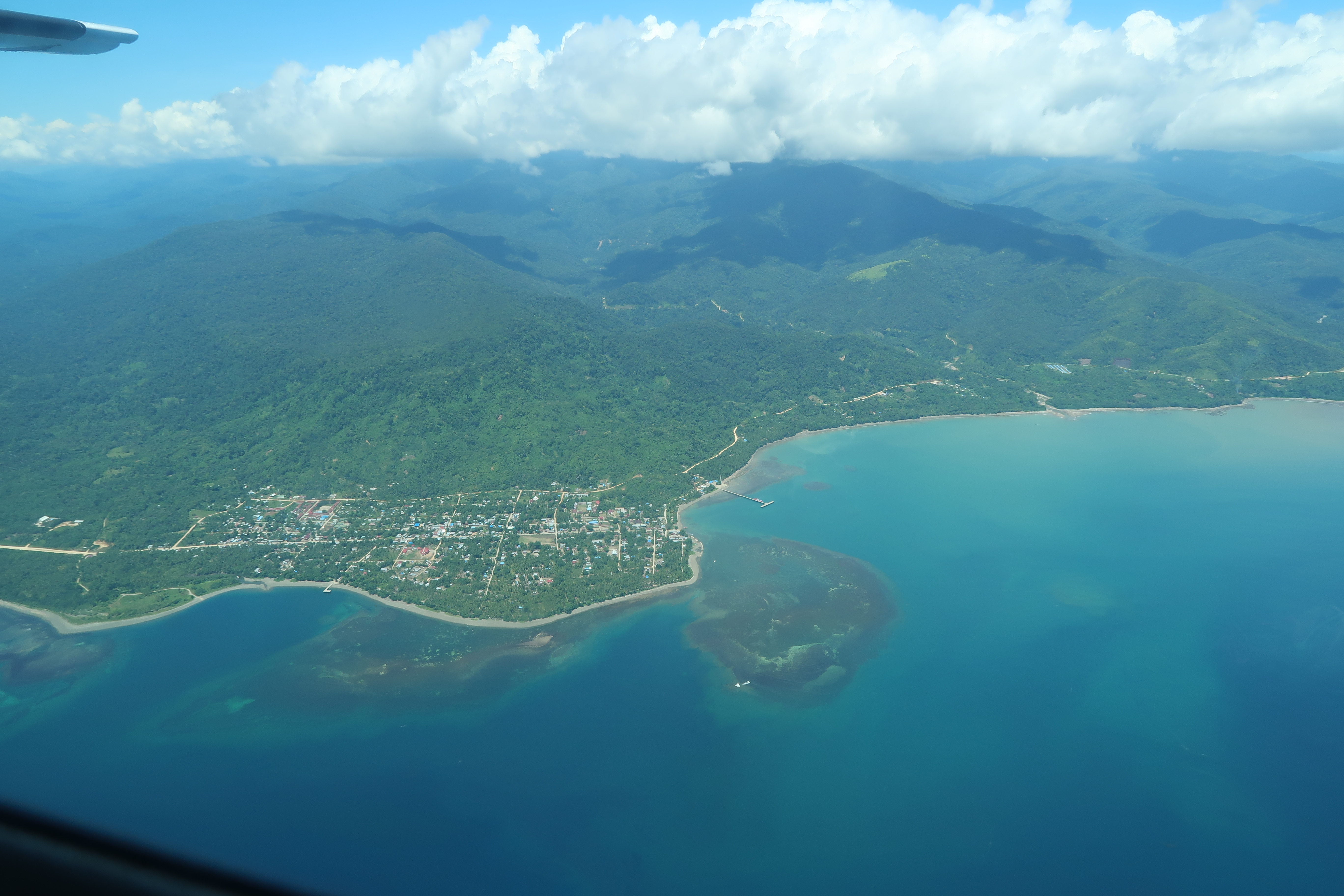
Ville de Sausapor

## Démographie
La population s'élevait à 31 385 habitants en 2020.